# Elektropetryfikacja
Elektropetryfikacja (elektro- + petryfikacja – gr. pétra „skała” + łac. facere „czynić”), zeskalanie, cebertyzacja, elektroiniekcja, elektrosylikatyzacja – proces zeskalania podłoża (gruntu) przez działanie polem elektrycznym przy jednoczesnym wprowadzaniu do niego zawiesin cementowych i roztworów szkła wodnego oraz chlorku wapnia.

## Zasada działania
Metoda zeskalania opiera się na wykorzystywaniu zjawisk elektrokinetycznych – przepływający przez ziemię prąd elektryczny powoduje przenikanie roztworu w pory gruntu. Zachodząca jednocześnie elektroosmoza powoduje odwodnienie gruntu oraz przyśpiesza krystalizację stałego żelu krzemionkowego i wytrącanie się wodorotlenku wapnia.

## Historia i zastosowania
Opracowana w 1946 r. przez profesora Politechniki Gdańskiej Romualda Cebertowicza. Metoda zeskalania gruntów pozwoliła na szybkie utwardzenie terenu pod budowę wielkich obiektów przemysłowych w Polsce (m.in. Nowej Huty, kopalni węgla brunatnego nad Nysą, fabryk sody w Krakowie i Inowrocławiu, zakładów włókienniczych w Ozorkowie, zakładów przemysłowych w Wieliczce, Koszalinie, Szczecinie, Kołobrzegu, Hali Sportowej w Łodzi). Przyczyniła się do uratowania wielu zabytków m.in. kamieniczek w Długim Targu w Gdańsku, kościołów w Poznaniu, Gieczu, Gnieźnie, Łodzi, zamków w Czorsztynie, Toruniu i Kórniku. Przy pomocy tej metody zabezpieczono osuwające się skarpy i tym samym uratowano przed runięciem kościół św. Anny przy trasie W-Z w Warszawie oraz zespół architektoniczny Sandomierza. Pomimo przeprowadzenia prób konserwacji drewnianych pozostałości osady kultury łużyckiej w Biskupinie i wiązania z nimi dużych nadziei, metoda elektropetryfikacji nie znalazła jednak zastosowania w konserwacji mokrych stanowisk archeologicznych.
Okazała się skuteczna w stabilizacji gruntów pod m.in. Pałacem Piotra Wielkiego w Rosji, zabytkami Wenecji i Padwy, dzięki cebertyzacji powstrzymano też dalsze przechylanie się krzywej wieży w Pizie we Włoszech. Pod kierownictwem prof. Cebertowicza ratowano starożytny zespół świątynny w Abu-Simbel w Egipcie, przygotowywano teren pod budowę obiektów przemysłowych m.in. w Bułgarii, Rumunii, Hiszpanii i Chinach.